# ヘルマン・バウジンガー
ヘルマン・バウジンガー（Hermann Bausinger, 1926年9月17日 - 2021年11月24日）は、ドイツの民俗学者、ゲルマニスト。

## 来歴・人物
ドイツのバーデン＝ヴュルテンベルク州アーレン市に生まれる。テュービンゲン大学教授として民俗学科にあたる経験型文化研究学科とその教員・研究者組織ルートヴィヒ・ウーラント研究所を主宰した。
1960年頃から民俗学の刷新に向けて方法論を提唱して民俗研究の改革における世界的なオピニョン・リーダーとなり、その学説は今日では口承文芸から国民性論やスポーツ文化にいたる民俗研究全般にわたって基礎理論の性格をもっている。日本では河野眞などによって翻訳がおこなわれている。
＜科学技術世界＞の理論：科学的な技術機器との交流が＜自然な＞状態となっているのが現代社会であることを考察の出発点としている。そのために、機器の構造である＜科学技術そのもの＞に対して、日常生活における技術機器との交流の場を指す＜科学技術世界＞の概念が措定される。たとえば、テレビは技術機器であるが、テレビの視聴者にとってテレビの技術的構造は無関係で、テレビは道具として存在する。ただしハンマーや荷車の道具性に対して技術機器は、道具存在（＝マルティン・ハイデッガーの術語）の本質をより鮮明に発揮し、それは三種類の様相として取り出すことができる。1．魔法としての科学技術、2．＜自然なもの＞としての科学技術、3．退行を喚起するものとしての科学技術。なお＜退行＞とは、成長過程における後ずさり現象を指す心理学用語で、たとえば幼児が弟や妹の誕生とともに親の愛情をもとめて一旦習得した生活習慣から後退することなどを指す。バウジンガーは、民俗学を成り立たせる基本要素である懐旧志向は社会を広くおおう＜退行＞であり、近・現代社会の特質であるとしている。
　この科学技術世界の三つの契機を踏まえて、近・現代社会に民俗事象が発現する（外見的には古い習俗の継続と見える現象を含む）仕組みを、空間・時間・社会の三つの次元とからみあわせて論じている。なお民俗研究における空間・時間・社会の三次元の規準は1950年代にドイツへ紹介されたスウェーデン学派の理論を取り入れている。ー　一口に言えばバウジンガーは、科学技術の普及とともに民俗文化が衰微消滅すると見るのが民俗学者たちの通念となっているなか、通念とは裏腹に民俗学は最も大きな対立要素として挙げてきた科学技術について考察を怠っていたと批判し、技術機器の道具存在性に民俗事象発現の契機をさぐった。1959年にテュービンゲン大学に教授資格申請論文として提出され、1961年に刊行されるとともに欧米の約15カ国で100種類近い書評が現れるなど反響を呼んだ。　

## 受賞歴
- 1993年　グリム兄弟賞 - フィリップス大学マールブルク( de:Brüder-Grimm-Preis der Philipps-Universität Marburg)
- 1995年　ルートヴィヒ・ウーラント賞( de:Ludwig-Uhland-Preis)
- 1996年　ユスティヌス・ケルナー賞( Justinus-Kerner-Preis)
- 2009年　バーデン・ヴュルテンベルク州功労メダル( Verdienstmedaille des Landes Baden-Württemberg)

## 著作（日本語訳）
- 科学技術世界のなかの民俗文化（原著1961年） 河野眞訳 文楫堂 2005（はじめ愛知大学国際コミュニケーション学会『文明21』別冊2として2001年に本文が公表され、希望者に送料のみ着払いで配布された　－　英・仏・伊訳の他、2014年初には中国語訳も刊行された）
- フォルクスクンデ・ドイツ民俗学 － 上古学の克服から文化分析の方法へ（原著初版1971年） 河野眞訳 文緝堂 2010
- ことばと社会（原著1972年） 浅井幸子・下山峰子訳 三修社 1982
- ドイツ人はどこまでドイツ的？ ― 国民性をめぐるステレオタイプ・イメージの虚実と因由（原著2000年） 河野眞訳 文緝堂 2012
- 世間話の構造（原著1958年） 竹原威滋訳 法政大学出版局『フォークロアの理論（アラン・タンデス、他）』（1994年）所収
- 新しい移住団地 － 東ヨーロッパからのドイツ人引揚者等の西ドイツ社会への定着にかんするルートヴィヒ・ウーラント研究所による民俗学・社会学調査 H・バウジンガー／M・ブラウン／H・シュヴェート（原著1959年） 河野眞による抄訳と解説（愛知大学国際問題研究所『紀要』1991-1993
- 昔話の解釈とは何か － 灰かぶり姫（シンデレラ）とそのシンボル性にちなんで（原著1961年） 河野眞訳 比較民俗学会『比較民俗学会報』第15巻第2号（通巻85号）1995年，p.1-14.
- フォルク・イデオロギーとフォルク研究 － ナチズム民俗学へのスケッチ（原著1965年） 河野眞訳 愛知大学経済学会『経済論集』第133号（1993年），p.147-187.
- 民俗文化の連続性をめぐる代数学（原著1969年） 河野眞訳 愛知大学一般教育研究室『一般教育論集』第3号（1990年），p.89-109
- ヨーロッパ諸国のフォークロリズム ー ドイツ民俗学会から各国へ送付されたアンケート（原著1969年） 河野眞訳・解説 愛知大学国際問題研究所『紀要』第91号（1991年），p.49-58 後に河野眞『フォークロリズムから見た今日の民俗文化』創土社 2012 「資料の部」に収録
- アイデンティティとは何か（原著1978年） 河野眞訳 愛知大学一般教育研究室『一般教育論集』第36集（2006年），p.161-198.
- 現代民俗学の輪郭（原著1984年） 河野眞訳 愛知大学一般教育研究室『一般教育論集』第1号（1988年），p.79-94